# Fredius beccarii
Fredius beccarii is een krabbensoort uit de familie van de Pseudothelphusidae. De wetenschappelijke naam van de soort is voor het eerst geldig gepubliceerd in 1939 door Coifmann.